# 몽페자 백작 헨리크
몽페자 백작 헨리크(덴마크어: Henrik, Count of Monpezat, 2009년 5월 4일 ~ )는 덴마크 왕자 요아킴의 두 번째 아내 마리 왕자빈와의 사이에 태어난 첫 아이이자 삼남이다. 마르그레테 2세 여왕의 손자이다. 2024년 몽페자 백작 헨리크는 덴마크 왕위 계승서열 8위에 있다.